# Linia kolejowa nr 449
Linia kolejowa nr 449 Warszawa Rembertów – Zielonka – magistralna linia kolejowa znaczenia państwowego o długości 9,107 km, łącząca Warszawę z Zielonką. Fragment międzynarodowej linii E75 (I Paneuropejskiego Korytarza Transportowego) łączącej Warszawę z Helsinkami.
Linia jest w całości zelektryfikowana i na prawie całym przebiegu dwutorowa.

## Historia

### Powstanie
Linia została otwarta 2 września 1933. Służyła jako łącznik między linią Warszawsko-Petersburską i linią Warszawsko-Terespolską. Dzięki niej można było dojechać z Białegostoku do Dworca Głównego w Warszawie.
Od roku 1940 do 1978 funkcjonowała linia towarowa Ząbki Rozjazd – Zielonka Bankowa z rozjazdem w Ząbkach, która służyła jako pomocniczy trójkąt do obracania parowozów. Dzięki niej pociągi towarowe mogły wjechać na linię nr 449 bez przejazdu przez Zielonkę.

### Lata powojenne
13 kwietnia 1952 ukończono elektryfikację linii. Na linii uruchomiono SBL; została unieważniona w 2003 roku i od tamtej pory ruch na linii aż do zamknięcia związanego z modernizacją odbywał się na rozkazy pisemne. Od 2004 roku linię obsługują Koleje Mazowieckie (z postojami na przystankach), Polregio (do 2009 roku) oraz PKP Intercity (od 2009 roku). 7 stycznia 2014 linia została zamknięta dla ruchu z powodu kompleksowej modernizacji. 1 sierpnia 2016 linia została ponownie otwarta; tego samego dnia otwarto również nowy przystanek – Warszawa Mokry Ług. Razem z przywróceniem ruchu na linii ponownie uruchomiono SBL.

## Opis linii
Linia obsługuje ruch lokalny oraz pociągi dalekobieżne. Dzięki niej pociągi z linii kolejowej nr 6 mogą dojechać do głównych warszawskich dworców. Pociągi dalekobieżne nie zatrzymują się jednak na żadnej ze stacji znajdujących się na linii.
Ze stacji Warszawa Rembertów, aby wyjechać w kierunku Zielonki, pociągi skręcają z linii nr 2 w prawo i przejeżdżają przez wiadukt nad linią nr 2. Aby wjechać na stację od strony Zielonki pociągi nie przejeżdżają przez wiadukt, lecz wjeżdżają bezpośrednio na stację Rembertów z lewej strony. Dwie nitki mają wspólny szlak dopiero od przejazdu kolejowo-drogowego w ciągu ul. A. Chruściela do końca linii w Zielonce.

## Maksymalne prędkości
Według stanu z 7 kwietnia 2017 obowiązują następujące prędkości maksymalne dla pociągów:
| Prędkość                                          | Prędkość               | Prędkość         | Kilometraż | Kilometraż | Prędkość        | Prędkość               | Prędkość         |
| tor 1                                             | tor 1                  | tor 1            | od         | do         | tor 2           | tor 2                  | tor 2            |
| składy wagonowe                                   | autobusy szynowe i EZT | pociągi towarowe | od         | do         | składy wagonowe | autobusy szynowe i EZT | pociągi towarowe |
| ------------------------------------------------- | ---------------------- | ---------------- | ---------- | ---------- | --------------- | ---------------------- | ---------------- |
|                                                   |                        |                  | 12,496     | 12,600     | 80              | 80                     | 80               |
| 80                                                | 80                     | 80               | 12,600     | 16,000     | 80              | 80                     | 80               |
| 120                                               | 120                    | 80               | 16,000     | 16,600     | 120             | 120                    | 80               |
| 160                                               | 160                    | 100              | 16,600     | 19,300     | 120             | 120                    | 100              |
| 100                                               | 100                    | 100              | 19,300     | 21,451     | 100             | 100                    | 100              |
| nie zawiera ograniczeń z Wykazu Ostrzeżeń Stałych |                        |                  |            |            |                 |                        |                  |

## Ruch pociągów
Pociągi towarowe mogą korzystać z bocznic przy stacjach Warszawa Rembertów i Zielonka.

## Czas jazdy
Czas jazdy pociągami osobowymi Kolei Mazowieckich pomiędzy poszczególnymi stacjami i przystankami:
| Z↓ DO→             | Warszawa Rembertów | Zielonka Bankowa | Zielonka     |
| ------------------ | ------------------ | ---------------- | ------------ |
| Warszawa Rembertów | X                  | 9 – 10 min.      | 12 – 14 min. |
| Zielonka Bankowa   | 8 – 10 min.        | X                | 3 – 5 min.   |
| Zielonka           | 12 – 15 min.       | 4 – 5 min.       | X            |

## Stacje i przystanki
- Warszawa Rembertów – stacja początkowa linii; leży także na szlaku linii kolejowej nr 2;
- Warszawa Mokry Ług – przystanek osobowy;
- Zielonka Bankowa – przystanek osobowy;
- Zielonka – stacja końcowa linii; przez stację przechodzą również linie kolejowe nr 21 do Warszawy Wileńskiej oraz nr 6 do Kuźnicy Białostockiej.